# 饗宴
『饗宴』（きょうえん、古希: Συμπόσιον、古代ギリシア語ラテン翻字: Sumpósion、シュンポシオン、羅: Symposium）は、プラトンの中期対話篇の1つ。副題は「エロース（古希: ἔρως、古代ギリシア語ラテン翻字: erōs）について」。

## 構成

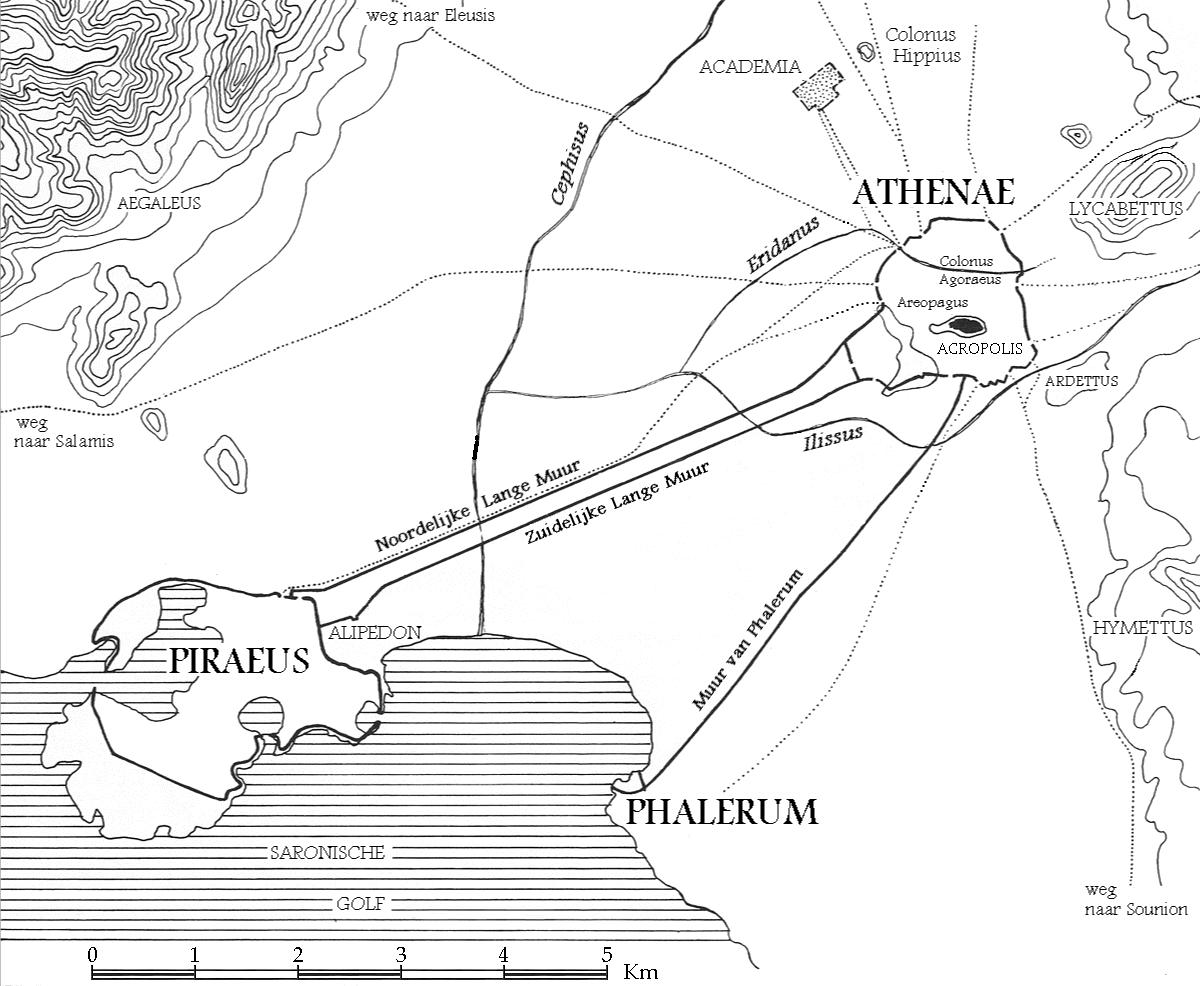
パレロンの位置。図の中央下。

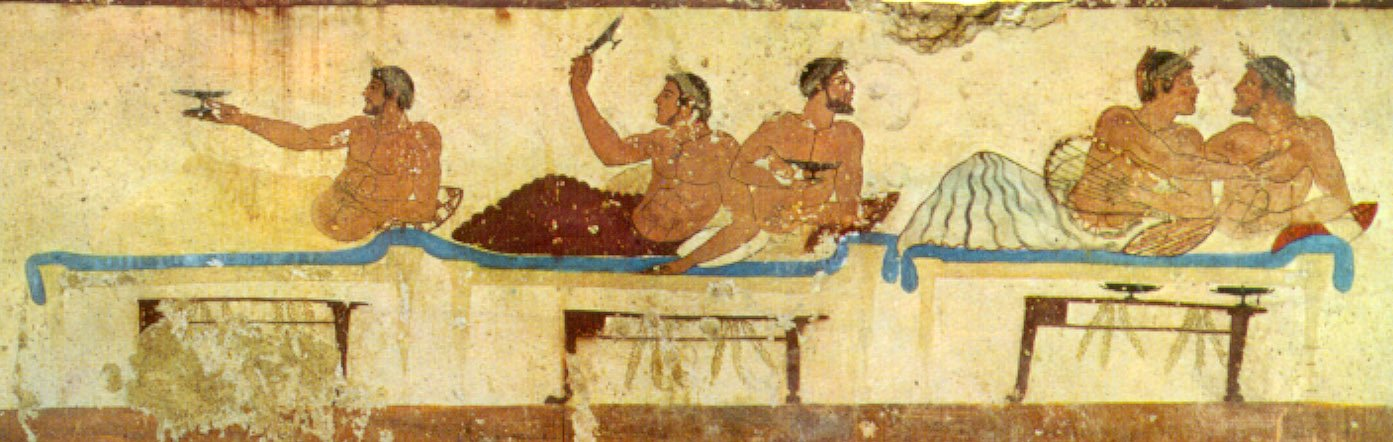
ダイバーの墓のフレスコ画に描かれたシュンポシオン。

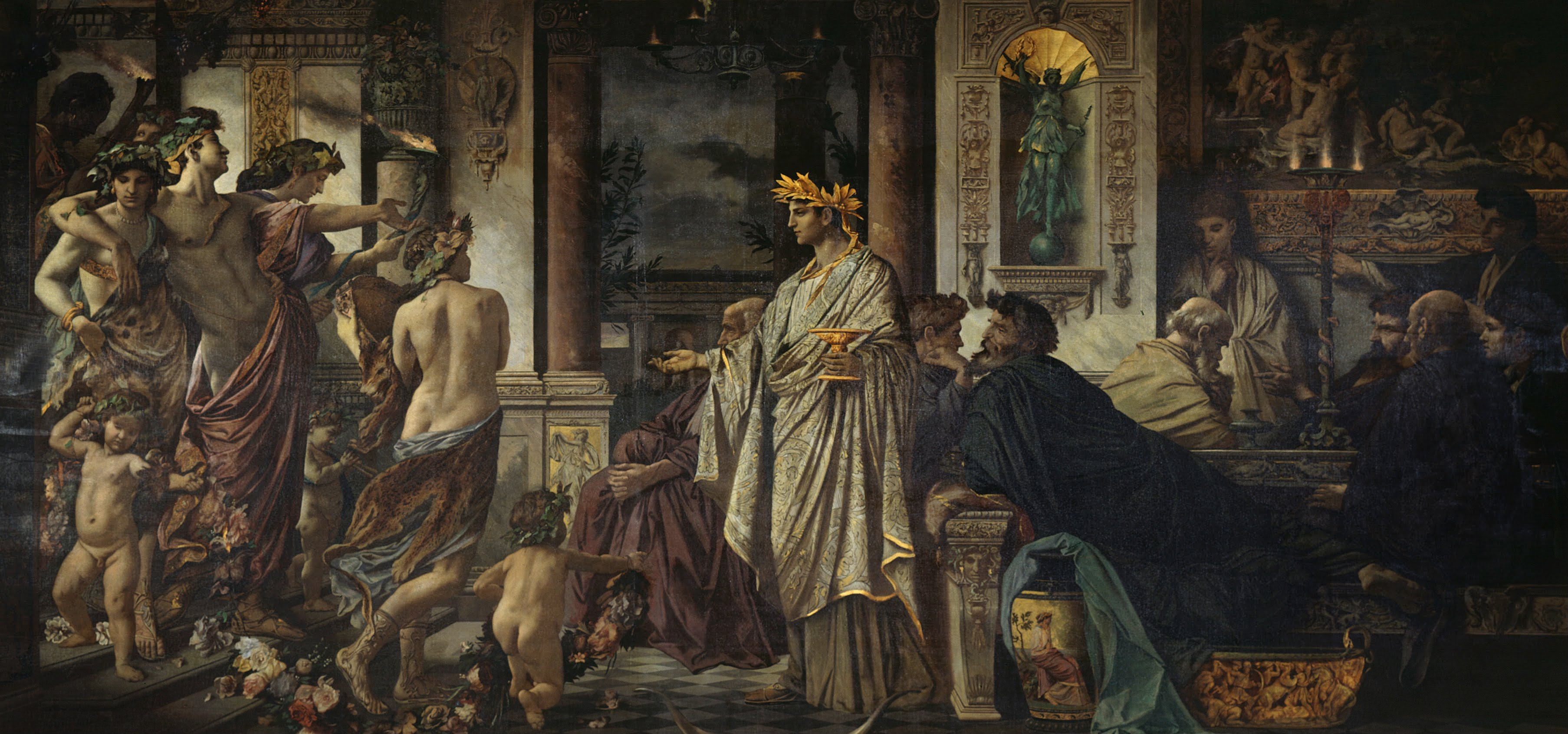
饗宴。アンゼルム・フォイエルバッハの描画（1873年）

### 登場人物

#### 後代話者
- アポロドロス - アテナイ南方の旧港パレロン出身のソクラテスの友人・崇拝者。激情家として知られ、ソクラテス臨終の際には大声で泣き喚いた様が『パイドン』に描かれている。
- 知人（グラウコン[3]）
- 友人

#### 回想部話者
- アリストデモス - アテナイのキュダテナイオン区出身のソクラテスの友人。回想部分の内容は彼の視点から語られる。
- ソクラテス - 53歳頃。
- アガトン - 悲劇詩人。ゴルギアスの弟子。饗宴の主催者。
- パウサニアス - アテナイのケラメス区出身。アガトンの恋人。プロディコスの生徒。
- パイドロス - アテナイのミュリノス区出身。弁論作家リュシアスの心酔者。彼を冠した対話篇もある。
- エリュクシマコス - 医者。
- アリストパネス - 喜劇詩人。『雲』によって、ソクラテスに対する大衆の偏見を広めた（『ソクラテスの弁明』）。
- アルキビアデス - 容姿端麗な名家の子息にして、政治・軍事指導者。ペロポネソス戦争では主戦論を展開し、ちょうど本作回想部の設定年代（紀元前416年[4]）の翌年である紀元前415年、ニキアスの和約を破り戦争再開、その後亡命生活を繰り返すなど波乱の人生を送る。彼の師と看做されていたことが、ソクラテスが告発される一因となった（『ソクラテスの弁明』）。初期対話篇『プロタゴラス』にも登場。

### 時代・場面設定
紀元前400年頃のアテナイ。アポロドロスは友人に、紀元前416年にあった饗宴の話を教えてほしいとせがまれる。
アポロドロスは、ついこの間も、別の知人（グラウコン）からその話をせがまれたことを明かしつつ、その饗宴は自分達が子供の頃のかなり昔の話であり、自分も直接そこにいたわけではないが、そこに居合わせたキュダテナイオン区のアリストデモスというソクラテスの友人・敬愛者から、詳しい話を聞いて知っていること、また、その知人にパレロンの自宅からアテナイ市内までの道を歩きがてら、語って聞かせたので、話す準備はできていることを述べつつ、アリストデモスが述べたままに、回想が語られる。
紀元前416年、アテナイの悲劇詩人アガトンが悲劇のコンクールで初優勝した翌日、アガトンの邸宅での祝賀饗宴に招かれているソクラテスが、身なりを整えているところに、アリストデモスは出くわし、一緒についていくことになった。アガトンの邸宅に着くと、既に友人達が集っており、ちょうど食事をするところだった。食事を終え、エリュクシマコスが今夜は演説で時を過ごそうと提案、論題を「エロースに対する賛美」に設定し、順々に演説を行っていくことになる。
翌朝、ソクラテスが帰るまでが描かれる。

## 内容
対話篇は大きく三つの部分にわかれる。
1. エロース賛美の演説 - エリュクシマコスの提案で、愛の神エロースを賛美する演説を行うこととなる。パイドロス、他の数人（省略）、パウサニアス、エリュクシマコス、アリストパネス、アガトンが順に演説を行う。
2. ソクラテスの演説 - ソクラテスは自分の説ではなく、マンティネイア出身の婦人ディオティマに聞いた説として、愛の教説を語る。
愛（エロース）とは欠乏と富裕から生まれ、その両方の性質を備えている。ゆえに不死のものではないが、神的な性質を備え、不死を欲求する。すなわち愛は自身の存在を永遠なものにしようとする欲求である。これは自らに似たものに自らを刻印し、再生産することによって行われる。このような生産的な性質をもつ愛には幾つかの段階があり、生物的な再生産から、他者への教育による再生産へと向かう。愛は真によいものである知（ソピアー）に向かうものであるから、愛知者（ピロソポス）である。愛がもとめるべきもっとも美しいものは、永遠なる美のイデアであり、美のイデアを求めることが最も優れている。美の大海に出たものは、イデアを見、驚異に満たされる。これを求めることこそがもっとも高次の愛である。（以上、ディオティマの説）
3. アルキビアデスの乱入 - ソクラテスの信奉者である若いアルキビアデスが登場する。アルキビアデスはすでに酔っており、ソクラテスが自分をいかに愛さなかったか、自分がソクラテスを愛者[5]にしようとしていかに拒まれたか、また戦場でソクラテスの態度がいかに立派なものであったかを語る。これはいままで抽象的に展開されてきた愛を体現した人として、プラトンが師の肖像を描こうとした部分といえる。

アルキビアデスの乱入のあと饗宴は混乱し、夜通し騒いだ後みなが宴席で寝静まったところに、ソクラテスは酔い乱れることもなく、体育場へ出て行く。

### 導入
紀元前400年頃のアテナイ。アポロドロスは友人に、かつてアガトン、ソクラテス、アルキビアデス等が饗宴でエロースについての演説を行った話を聞きたいとせがまれる。アポロドロスは、ついこの間も、知人（グラウコン）に頼まれて話をしたばかりなので、準備はできていること、また、この話は自分達がまだ子供の頃の話で、そこに居合わせたソクラテスの友人アリストデモスから聞かされた話だと前置きしつつ、話を始める。

### 回想部導入
紀元前416年のアテナイ。悲劇詩人アガトンが悲劇のコンクールで初優勝した翌日、アリストデモスは、沐浴を終えて靴を履いたソクラテスに出逢う。アガトンの自宅での饗宴に呼ばれているのだという。そして、アリストデモスも一緒について行くことになった。
アガトンの自宅に着くと、既に友人達が集っており、給仕たちが慌ただしく食事の用意をしていた。アガトンがアリストデモスに、ソクラテスはどうしたのか尋ねると、アリストデモスは先程まで一緒だったのにと不思議がる。給仕が外に見に行くと、隣の家の玄関前で立ったまま考え込んでいるという。アリストデモスは、いつものことだから放っておけばいいと言う。
皆が食事を始め、半ば済んだ頃に、ようやくソクラテスがやって来た。皆が食後に酒を飲み始めると、パウサニアスが、昨日酒を飲み過ぎたので多少の休養が欲しい、どうしたら気楽に酒が飲めるかと問う。アリストパネスも賛同する。エリュクシマコスがアガトンに問うと、アガトンも賛同した。エリュクシマコスは、酒豪のアガトンがそう言うなら好都合だし、医術的にも酩酊は有害なので、今日は演説をご馳走に時を過ごすことを提案。一同、賛成する。
エリュクシマコスは、パイドロスからよく聞かされる「愛の神エロースが、詩人たちから無視・疎外され過ぎている」という意見を引き合いに出し、エロース賛美の演説を右回りで一人ずつ行っていこうと提案。一同、賛成する。
最初の演説は、パイドロスが引き受けた。

### パイドロスの演説
パイドロスは、
- エロースは、カオスの中からガイアと共に出現した、原初神・最古の神々である。
- エロースは、我々人間を突き動かす最大福祉の源泉である。
  - 特に、パイデラスティア（少年愛）に関わる双方にとって、美しく生きる源泉となる。
- 結論、エロースは、神々の最年長者であり、人類にとって最も権威のある指導者である。

といった旨の演説を行う。
次に、他の2 〜 3人が順々に演説を行ったが、アリストデモスは忘れてしまった。
次に、パウサニアスが演説した。

### パウサニアスの演説
パウサニアスは、
- パイドロスが「エロース」を無差別に、一緒くたにして扱ってしまっているのはよくない、そこには区別がある。
  - 「エロース」と「アプロディーテー」（愛の神）は一体的な関係。
  - 「アプロディーテー」には、「ウーラニアー」（天の女）[6]という異名・性格と、「パンデーモス」（万人向けの神）[7]という異名・性格の区別がある。
    - 「パンデーモス」（万人向けの神）としての愛は、「万人向け」の名の通り、またゼウスとディオーネーという男女両性から生まれ、もう一方の「ウーラニアー」より遅く生まれた年少であるその出自・性格を反映して、凡俗な「肉体に対する愛」（肉欲）であり、魂をかえりみず、少年にも、婦人にも向けられる。
    - 「ウーラニアー」（天の女）としての愛は、ウーラノスの男根から生まれた年長としてのその出自・性格を反映して、男性のみに、その強さと理性のみに向けられる。
      - パイデラスティア（少年愛）においても、この区別（「肉体」を愛するか、「魂」を愛するか）がある。
      - この関係が、「魂」のために、その「徳」「智慧」のために結ばれる時、アテナイではノモス（慣習）においても、誉とされる。
      - したがって、「徳」を促す「ウーラニアー」（天の女）としてのエロースは、美しく、価値があり、他の「パンデーモス」（万人向けの神）としてのエロースとは区別されつつ、特権的に賛美されるべきである。

といった旨の、プロディコスの弟子らしく言葉・概念の区別にこだわった演説を披露する。
次はアリストパネスの番だったが、しゃっくりが止まらず、代わりにエリュクシマコスが先に演説を行う。

### エリュクシマコスの演説
エリュクシマコスは、
- パウサニアスのエロースには二種類ある（「ウーラニアー」（天の女）と「パンデーモス」（万人向けの神））という意見に同意する。
- 前者は節制・調和をもたらし、後者は放縦・不和をもたらす。
- エロースは人間の魂の内にのみ存在するものではなく、その他あらゆる事物の内に存在する。
- 医術、体育、農業、音楽、季節、天体、占術など、あらゆることにエロースは最大の威力を持っている。

という主旨の医者らしい演説を行う。

### アリストパネスの演説
続いてアリストパネスが、
- 世人はエロースの威力を全く理解していない、エロースは人間の最大の友、助力者、苦悩の医者である。
- 原始時代の人間は男と女と男女（両性具有）の三種があり、それらはいずれも背中合わせで二体一身（男男、女女、男女）だった。
- 彼らは力も気概も強く神々に挑戦したので、ゼウスによって半分に切られ、顔の向きも反対にされた、その切断面の絞り痕(あと)がヘソである。
- こうして半身としての我々人間は互いに求め合うようになり、そのかつての完全体に対する憧憬と追求がエロースと呼ばれているものである。
- したがって、この神に従っていれば、本来の自分に戻れる最良の愛人を見出すことができる。

という主旨の喜劇詩人らしい演説を行う。

### アガトンの演説
続いてアガトンが、
- これまでの演説者はエロースがもたらす副次的な福利ばかりを讃美し、エロースの性質自体を語らなかったので、まずそちらを先に行う。
- 第一にエロースは全ての神の内で最も美しい。
  - エロースは神々の中で最年少者。常に青年と共にいるし、もし太古より彼がいたなら古い神話の神々の争いは生じていないはずだから。
  - またエロースは柔軟である。神々と人間の心情と魂、それも比較的柔和なそれに宿るから。
  - またエロースはしなやかである。いずれの魂の中にも忍び込み出で去るし、優雅な物腰をしているから。
- 第二にエロースは全ての神の内で最も優れている（徳を持っている）。なぜなら強制によらず、万人が万事において進んでエロースに奉仕するから。
  - 国家の君主たる国法も従う「公正」、他の快楽・情欲も支配する「自制」、勇敢なアレースすら愛によって抑えつける優越した「勇敢」を持っている。
  - また「智慧」も優れている。エロースは巧妙なる詩人で、何人も詩人にしてしまうほどの芸術的創作において優れた創造者である。
  - 一切生物の創造にも関与し、射術・医術・予言術のアポローン、音楽のムーサ、鍛冶術のヘーパイストス、機織術のアテーナー、神々と人類の統治におけるゼウスも皆彼の弟子であり、かつて「アナンケー」（必然）に支配されていた神々の世界もエロースが入り来てその「美に対する愛」によってはじめて秩序立ちあらゆる善事が発生するに至った。
- このようにエロースは自ら美しく優れた者であり、他の者にもまた同じような長所をもたらす。
- エロースは平和、静けさ、休息、熟寝、親しみをもたらし、会合や祝祭・円舞・供牲を先導する。柔和、好意、慈悲、歓喜、温柔、華麗、優雅、憧憬、欲求をもたらす美しく優れた指導者。

という主旨の演説を行い、聴衆の喝采を受ける。

### ソクラテスとアガトンの問答
最後の演説者であるソクラテスは、これまでの讃美演説が、対象の真実などお構いなしに考えつく限りの美しい語句を付与して自分たちを讃美する者にみせかけているだけだと皮肉を言い、そうした讃美演説はしたくないしできないと言い出す。そして自己流の真実を語る演説を行うことと、演説の前にいくつかアガトンに質問する許可を得る。
ソクラテスはアガトンと以下のような合意を伴う問答を行う。
- エロースの性質は「あるもの」へと向かう愛・欲求である。
- その「あるもの」とは、「自分が持たないもの、自分に欠けているもの」である。
- 他方で、エロースは「美」に対する愛である。
- ゆえにエロースは「美を欠いていて、それを持っていない」。
- また、「善きもの」は「美しい」。
- ゆえにエロースは「善きものも欠いている」。

### ソクラテスの演説
続いてソクラテスは、かつてマンティネイア（Mantineia）のディオティマという女性に聴いた話という体裁で、当時のソクラテスとディオティマの問答を再現した演説を始める。主な内容は以下の通り。
- エロースの性質について
  - エロースは美しくも善くもなく、また醜くも悪くもない中間的なもの。
  - ゆえにエロースは神ではなく神霊（ダイモーン）である。
  - エロースは人間と神々の間に介在し、通訳・伝達・結合を担う数多くの神霊の一つ。
  - エロースは父ポロス（術策の神）と母ペニヤ（窮乏）の間に生まれ、アプロディーテーの随伴者・僕となった。
  - エロースは両親の性質を受け継ぎ、貧乏で武骨で汚く家無しであり、また美しい者・善い者を待ち伏せする勇敢・猪突的・豪強・非凡な狩人であり、常に策をめぐらし、知見（プロネーシス）の追求に熱心であり、生涯を通じて愛知者（ピロソポス）であると同時に比類なき魔術師・毒薬調合者・ソフィストである。
  - またエロースは死なき者（神々）でも滅ぶべき者（人間・動物）のようでもなく、時には一月の内に花咲き・生き・死ぬが、術策が成功すれば再び生まれ返る、しかし取得したものは絶えず消え失せてしまうので、困窮することもなければ富裕になることもなく、（満足した）智者でも（満足した）無知者でもなく、智慧と無知の中間にいる。
- エロースがもたらす利益について
  - 美しいもの善いものを愛することは、それが自分のものになり、幸福（エウダイモーン）となることを欲求している。
  - これは万人に当てはまることであり、人間は「善きものを永久に所有すること」を愛求していると言える。
  - そうしたエロース（愛）を熱心に追求し、熾烈な努力を示す者が「進む道・採る行動」は、「肉体上も心霊上も美しいものの中に、生産すること」である。
    - あらゆる人間は肉体にも心霊にも胚種を持っていて、一定の年頃になると生産することを欲求する。
    - 生殖・懐胎・出産もその一種であり、生産欲と胚種に満ち溢れている者は、美しい者に対して強烈な昂奮を感じる。
    - そうした営みは滅ぶべき者（人間・動物）にとっての滅びざるもの、一種の永劫なるもの、不滅なるものとなるのであり、愛の目的は不死であるとも言える。
    - 生殖とは古い者の代わりに他の新しい者を残して行くことであり、それは同一個体の新陳代謝と同様である。
    - これは肉体のみならず心霊においても同様であり、気質・性格・意見・欲情・歓楽・悲哀・恐怖も個人の中で生じては滅するを繰り返すし、知識もまた忘却（消失）と復習（再生）によって保持される。
    - このようにして一切の滅ぶべき者（人間・動物）は維持されて行くが、それは同一不変ということではなく、自分と同種の他の若者を後に残して行くということであり、そういう仕方によって滅ぶべき者（人間・動物）は不死に与(あず)かる。

  - 肉体の上に旺盛な生産欲を持つ者は婦人に向かい、子をこしらえることで不死・思い出・幸福を未来永劫確保しようとするが、知見（プロネーシス）やその他あらゆる種類の徳に満ち溢れた、心霊に生産欲を持つ者は、それを生産・継承できるような美しい者を求める。肉体のみならず魂も美しい者を非常に歓迎し、徳や行いについての弁舌を滔々と浴びせてこれを教育しようとする。
  - その結果、この「より美しくより不死な子供（徳）」を共有する両者は、肉親よりもはるかに親密な共同の念と強固な友情によって結び付けられる。
- 愛現象の秘義
  - この目的に向かって正しい道を進もうとする者は、まず最初に一つの美しい肉体を愛し、その中に美しい思想を産みつけなくてはならない。
  - しかし次には、一つの肉体の美は他の肉体の美と姉妹関係にあり、あらゆる肉体の美が同一不二であることを悟り、ある一人に対する熱烈な情熱は見下すべき取るに足らないものとして冷ますようにしなくてはならない。
  - その次には、心霊上の美を肉体上の美よりも価値の高いものと考えるようになることが必要。そして職業活動や制度の内にも美を見出し、それら全ての美は互いに親類として結びついていること、肉体上の美には僅かな価値しかないことを認めなくてはならない。
  - その次には、学問的認識に向かい、認識上の美をも看取することができ、一人の人間や一つの職業活動とかに愛着・隷従し狭量な人となることがなくなるようにしなくてはならない。
  - そして愛の道の極致に近づく時、突如として生ずることも滅することも増すことも減ることもない独立自存して永久に独特無二の「美そのもの」を観得する。
  - そこに到達してこそ人生に生き甲斐があるのであり、「真の徳」を産出するに成功したと言えるし、神（不死なる者）の友となり、不死となる特権が賦与されるにふさわしい。
- 以上のディオティマの話を聞いて、ソクラテスは説得された。そしてこの宝を得るために、エロース以上の助力者を見出すことは難しいし、人は皆エロースを尊重せねばならない。ソクラテス自身も愛の道を尊び熱心に練習しているし、他人にもその勧告をしている。またいつまでもエロースの偉力と勇気を微力の及ぶ限り讃美する。

以上の演説を聴いて、一同は賞賛した。

### アルキビアデスの乱入と演説
するとそこにアガトンを祝うために酔っ払ったアルキビアデスが従者たちと共に遅れてやって来た。アルキビアデスは皆に迎えられ、アガトンに祝いのリボンを巻く。その後振り返ってソクラテスを見つけ驚いて叫ぶ。
アルキビアデスはソクラテスにもリボンを巻き、皆に酒を勧める。エリュクシマコスがアルキビアデスに今夜の経緯を伝え、エロース讃美の演説をするよう促すが、アルキビアデスは代わりにソクラテス讃美の演説をすると言い出す。
アルキビアデスは、表面的な装いと異なりソクラテスの自制心と勇敢さがいかに甚だしいものであるかを、自分がどんなに誘惑しても落とせなかったことや、ポティダイアの戦いでの活躍を例に出し、賞賛する演説を行う。
演説を終えてアルキビアデスとソクラテスとアガトンが雑談をしていると、大勢の酔っ払い客がやって来て家中大騒ぎとなり、解散となった。

### 終幕
翌朝（回想者である）アリストデモスが目を覚ますと、ソクラテスとアガトンとアリストパネスの3人がまだ起きていて、大杯を回して飲みながら議論をしていた。
「喜劇と悲劇を同一人物が作ることは可能か、真に芸術的な悲劇詩人は同時に喜劇詩人でもあるか」についての議論で、ソクラテスは肯定、アガトンとアリストパネスは否定の立場だった。しかしソクラテスの議論の容認を余儀なくされる段階になって、アリストパネスとアガトンは眠りに落ちてしまった。
ソクラテスは2人を寝付かせてから立ち去ったので、アリストデモスが付いていくと、ソクラテスはいつも通りリュケイオンへ行き、沐浴してから一日そこで過ごし、夕方になってから家路についた。

## 論点

### 「エロース」と「美のイデア」
本作は、愛の神エロースに向けられた讃美演説を通して、エロースに多様な意味・解釈が付与されていき、最後のソクラテスの演説によって、それが人間が「虚しい現象的・無常な生」を脱して、超越的・恒常的な「美のイデア」への到達（と「神々」への近接）を促す、「愛知者（哲学者）的な愛」の力へと昇華される、という話が柱となっている。
ソクラテスに先行する演説
本編内で、ソクラテスに先行してエロースの讃美演説を行った演説者は、（記述を省略された数名を除くと）5名である。その要旨は以下の通り。
- パイドロスは、エロースを「パイデラスティア（少年愛）」と関連付けた。
- パウサニアスは、エロースを「魂への愛」と「肉体への愛」に分けた。
- エリュクシマコスは、エロースを「様々な技術・職業」と関連付けた。
- アリストパネスは、エロースを「真のパートナー」を見出す力とした。
- アガトンは、エロースを「世界・万事に善・秩序・内的な欲求をもたらした、最も美しく優れた神」とした。

ソクラテスの演説
最後のソクラテスは、先行する演説の内容を、批判的に継承・統合・再構築しながら、「美のイデア」へと到達するための「愛知者（哲学者）的な愛」の演説へと昇華させた。
まずソクラテスは、エロースを「天上の神」ではなく、人間の生に寄り添いつつ、神々と人間のつなぎ役を担う「神霊（ダイモーン）」とした。「神霊（ダイモーン）」としてのエロースは、あたかも「人間の生の営み」やその内部の「欲求そのもの」を体現するかのように、発生しては消失し、獲得しては失い、を繰り返している。
そんなエロース（欲求）に促されながら、人間は現象・生成消滅としてのその虚ろな生命・営みをつむぎ、つないでいるが、そんな人間のエロース（欲求）が本当に渇望し、追い求めているものは、そんな現象的・生成消滅的な自分たちには欠落している「善 (それ自体/そのもの) の獲得・永久的な所有」「不死（現象・無常・喪失からの脱出、その超越・克服）」としての幸福に他ならない。
（※ちなみに、ギリシア語における「幸福（エウダイモニア）」という語は、「エウ（良い）＋ダイモーン（神霊）」に由来し、良い神霊（ダイモーン）を身に宿していることが幸福に繋がるというギリシア人の世界観・人間観を反映している。プラトンが本作のソクラテスの演説において、エロースをわざわざ「神霊（ダイモーン）」にした理由の1つもここにあり、こうした「神霊（ダイモーン）と人間の幸福（エウダイモーン）をつなげる発想」は、続編『パイドン』『国家』や、後期対話篇『ティマイオス』等でも反復されている。また、アリストテレスもこうしたプラトンの幸福重視の思想を受け継ぎ、『ニコマコス倫理学』で「幸福（エウダイモニア）」を人生の目的としての「最高善」（「善のイデア」の代替概念）と関連付けて言及しており、幸福主義の起源として扱われている。）
そしてそれは、エロース（欲求・愛）の対象である「美」に対する認識を、愛知者（哲学者）的に成熟・高度化させて行き、より普遍的・究極的・永続的な「美」を追求して行った果てに、(現象・生成消滅 (相対化・流動化・動揺) することが無い、恒久的・絶対的・本質的・超越的な、確固たる)「美そのもの (美のイデア)」に到達することで獲得・達成されることになるのであり、そこにこそ人間の本当の生き甲斐や、エロース（欲求・愛）の本当の意味が存在している。
以上が、その論旨である。
こうした「エロース」と「美のイデア」を、愛知者（哲学者）の営みを介して関連付ける発想は、後の中期対話篇『パイドロス』でも反復される。
（また他方で、プラトンは本作『饗宴』や続く『国家』『パイドロス』において、「エロース」がこうした「真実在、徳（優秀/卓越）・最善、神（全知全能）等を志向する（目指す）、「愛知者（哲学者）的・魂的・知的・神的な、善い狂気（マニア）」」として峻別・昇華・馴致・発揮されることがないと、ただ人間を堕落させる要因（肉体的・無分別な、悪い狂気（マニア））にもなってしまい得るという、「エロースの2面性（危険性）」についても、言及している。そうした「エロース」の「悪い側面」については、本作『饗宴』では、パウサニアスの演説で言及される「パンデーモス」（万人向けの神）として、『国家』では、8巻-9巻にて言及される「民主制・僭主制」的な堕落を生み出す放縦欲・支配欲として、『パイドロス』では、「最初の2つの挿入話」で批判的に言及される放縦欲・支配欲として、それぞれ言及されている。）
（ちなみに、なぜ、愛知（哲学）を行い、「イデア」に到達することが、現象・生成消滅というあり方を克服して「不死」「神々の友」となることになるのかについての、寓話的な説明に関しては、本作に続く『パイドン』『国家』『パイドロス』で、追加的に詳しく述べられて行くことになる。すなわち総じて言えば、愛知（哲学）を行い、知恵・真実在を探究し、神々に似たものになろうと努力してきた魂は、死後に神々のいる天上へと（いち早く）帰還できるが、そうでない魂は地上に留まり、肉体への寄生と転生（現象・生成消滅的なあり方）を繰り返すことになるからだと説明される。）

## 補足

### 人間の起源
エロースに関する演説では、ソクラテスの同時代人の文体と思想がさまざまに模倣されている。特に有名なものは、アリストパネスのくだりである。
人間はもともと背中合わせの一体（アンドロギュノス）であったが、神によって2体に切り離された。このため人間は互いに失われた半身を求め、男らしい男は男を求め、女らしい女は女を求め、多くの中途半端な人間は互いに異性を求めるのだ、というもの。この部分はテクストの文脈を離れてしばしば参照される有名な部分である。配偶者のことをone's better half, one's other half（魂の半身）というのは、この説話に由来する。

### 『ヒュペリオーン』への影響
ソクラテスが言及するディオティマは、「恋のことでもその他のことでも、何にでも通じる知者」とされる。ヘルダーリンの『ヒュペーリオン』に登場するディオティーマの造形はこれに多く拠っている。ディオティマは紀元前430年頃にはアテナイにいた実在の人物のように書かれているが、一般にプラトンの創作の人物であると考えられている。ただしフェミニズム哲学では、ディオティマの実在性を主張し、女性哲学者としての地位を与えようとする試みがある。

## 主な日本語訳
- 『饗宴』（生田春月訳、越山堂出版、1919年）、重訳版
- 『饗宴』（久保勉訳、岩波文庫、改版2008年、ワイド版2009年）
- 『饗宴 恋について』（山本光雄訳、角川文庫 のち角川ソフィア文庫、改版2012年）
- 『饗宴』（森進一訳、新潮文庫、改版2006年）
- 『プラトン全集〈5〉 饗宴 パイドロス』（鈴木照雄訳、岩波書店、初版1974年、度々復刊。後者は藤沢令夫訳）
鈴木訳は中央公論社「世界の名著」、筑摩書房「世界古典文学全集」に収録
- 『饗宴 パイドン』（朴一功訳、京都大学学術出版会〈西洋古典叢書〉、2007年）- ※ 以下は近年の新訳版
- 『饗宴』（中澤務訳、光文社古典新訳文庫、2013年）
- 『饗宴 訳と詳解』（山本巍訳、東京大学出版会、2016年）